# Бала-черби
Бала-черби, Бала-нойон — монгольский военачальник, живший во второй половине XII — начале XIII века, сподвижник Чингисхана и один из его нойонов-тысячников. Титул «черби» в Монгольской империи означал управляющего людьми и делами государства. 
Бала-черби происходил из племени джалаир и был сыном некоего Сеце-Домоха. Вместе с отцом, а также братом Архай-Хасаром Бала одним из первых присоединился к Чингису, ещё до становления того ханом. Хотя в исторических хрониках ничего не сообщается о ранней деятельности Бала-черби и его роли в объединении монгольских племён, известно, что 1206 году он вошёл в число девяноста пяти человек, особенно отличившихся при Чингисхане и пожалованных последним в нойоны-тысячники.
Дальнейшие упоминания о Бала-черби относятся к периоду вторжения монголов в Среднюю Азию: так, согласно персидским летописям, он участвовал в штурме нескольких хорезмийских городов, а позже был отправлен Чингисханом в качестве командующего одним из отрядов для преследования бежавшего хорезмшаха Джелал ад-Дина. Дойдя до города Мултана, монголы потеряли след хорезмшаха и повернули назад, по пути опустошив ряд индийских земель.